# 6381 Toyama
6381 Toyama eller 1988 DO1 är en asteroid i huvudbältet som upptäcktes den 21 februari 1988 av de båda japanska astronomerna Kazuro Watanabe och Tetsuya Fujii vid Kitami-observatoriet. Den är uppkallad efter den japanske amatörastronomen Miyuki Toyama.
Asteroiden har en diameter på ungefär 5 kilometer och den tillhör asteroidgruppen Flora.